# Österreichischer Rundfunk
Österreichischer Rundfunk (fork. ORF) er Østrigs nationale public service-medievirksomhed.
Stationen finansieres af licensmidler samt, i begrænset omfang, reklamer. ORF er med en andel på omkring 40 procent (januar 2011) landets største aktør på tv-markedet. En succes, der måske også skal ses i lyset af, at Østrig var det sidste land i Europa efter Albanien, der tillod privat tv.

## Historie
De første radiotransmissioner i Østrig skete i 1923 af Radio Hekaphin, der blev udført af af den tekniske skole i Wien. Det var imidlertid den offentligt ejede RAVAG – Radio-Verkehrs-Aktiengesellschaft – der i februar 1924 fik koncessionen til at begynde at sende, med den entusiastiske radiopioner Oskar Czeja som generaldirektør. Den regelmæssige radiotransmission begyndte den 1. oktober 1924 fra studier i det daværende militærministerium, der blev kendt som "Radio Wien". I slutningen af den første måned havde stationen allerede omkring 30.000 lyttere, og i januar 1925 havde den omkring 100.000 lyttere. I 1934 var landet dækket med et tilstrækkeligt landsdækkende sendenet, så alle østrigere kunne modtage radiosignalerne.
Med Anschluss i 1938 blev RAVAG nedlagt og Radio Wien blev underlagt Reichsrundfunk i Berlin. Med Tysklands tab af krigen blev der genetableret en uafhængig radiosender, og der blev grundlagt et nyt Radio Wien – igen under Oskar Czeijas ledelse. Andre radiostationer begyndte at sende fra de forskellige okkupationszoner og radioen blev et populært medium i Østrig: i 1952 var der 1,5 mio. radioer i de østrigske hjem. I 1955 blev de forskellige regionale stationer samlet under Österreiches Rundspruchwesen, som senere i 1958 blev til Österreichischer Rundfunk GmbH, der er grundlaget for det nuværende ORF.

## Radio
ORF sender følgende radiokanaler:
- Ö1 – ORF's kulturelle kanal med dybdeborende nyheder
- Hitradio Ö3 – Kanal med popmusik
- FM4 – Kanal med nyere musik rettet mod unge
- Ö2 er nu opdelt i ni regionale stationer (en for hvert forbundsland):
  - Radio Burgenland
  - Radio Kärnten
  - Radio Niederösterreich
  - Radio Oberösterreich
  - Radio Salzburg
  - Radio Steiermark
  - Radio Tirol
  - Radio Vorarlberg
  - Radio Wien

Stationerne sender via det almindelig jordbundne FM-net samt via Astra satellitternes digital-teknologi. Endvidere sendes Radio 1476 på mellembølgebåndet fra kl. 18.00 til lidt over midnat. Programmet består af indslag fra Ö1, programmer for sproglige og kulturelle mindretal og andre specielle produktioner.
Alle ORF's indenlandske radiokanaler sendes via internet. En særlig 24-timers nyhedskanal sender kun via internet: Ö1-Inforadio der består af alle nyhedsindslag fra Ö1. En version af Ö1 sendes internationalt på kortbølgebåndet (og via satellit i Europa) som Radio Österreich 1 International. Programfladen har endvidere en række programmer på engelsk og spansk.

## TV
ORF's tv sender digitalt jordbaseret DVB-T, DVB-S via satellit samt via kabel med følgende kanaler:
- ORF eins
- ORF2 (med regionale programmer)
- ORF Sport Plus
- 3sat (sammen med ARD, ZDF og SF DRS)

ORF Sport Plus og 3sat sender kun i de største byer.
På DVB-S og kabel sendes endvidere:
- TW1 (deler frekvens med ORF Sport Plus)
- ORF2 Europe (ukrypteret kanal for hele Europa)

ORF tv sender jordbaseret og via Astra-satelliterne. På sidstnævnte sendes ORF1 og ORF2 krypteret, så det kun er østrigske licensbetalere, der kan se kanalerne. TW1, ORF Sport Plus og ORF2 Europa sender ukrypteret og kan ses af alle via satellit i Europa.